# JaMychal Green
JaMychal Green (Montgomery, 1990. június 21. –) amerikai utánpótlás-válogatott kosárlabdázó, aki utoljára a Golden State Warriors játékosa volt a National Basketball Associationben (NBA).
Alabamában született, középiskolában kétszer is állami bajnok lett csapata, majdnem minden évében az állam legjobb játékosának választották és McDonald’s All-American elismerést is kapott. Egyetemen a Alabama Crimson Tide játékosa volt, többször is főcsoportja egyik legjobbjának nevezték. Részt vett a 2012-es NBA-drafton, de egy csapat se választotta ki.
Ugyan leszerződtette a San Antonio Spurs, még a szezon előtt felbontották szerződését. Pályafutását az NBA D-League-ben (ma G-League) és külföldön kezdte, játszott az Austin Spurs és a francia Chorale Roanne csapatában. A D-League-ben 2015-ben All Starnak választották. 2015-ben írta alá első tíz napos szerződését a San Antonio Spurs csapatával, amit követően játszott még a Memphis Grizzlies, a Los Angeles Clippers, a Denver Nuggets és a Golden State Warriors csapatában is.

## Statisztika

### Nemzeti ligák
| Év        | Csapat         | Bajnokság | JM | JP/M | MG%  | 3P%  | BD%  | LP/M | GP/M | L/M | B/M | P/M  |
| --------- | -------------- | --------- | -- | ---- | ---- | ---- | ---- | ---- | ---- | --- | --- | ---- |
| 2013–2014 | Chorale Roanne | LNB Pro A | 25 | 22.1 | .530 | .361 | .661 | 6.6  | 1.0  | .6  | .5  | 11.8 |

### NBA

#### Alapszakasz
| Év        | Csapat                | JM  | KM  | JP/M | MG%  | 3P%  | BD%  | LP/M | GP/M | L/M | B/M | P/M  |
| --------- | --------------------- | --- | --- | ---- | ---- | ---- | ---- | ---- | ---- | --- | --- | ---- |
| 2014–2015 | San Antonio Spurs     | 4   | 0   | 6.3  | .571 | .000 | –    | 1.5  | .0   | .0  | .5  | 2.0  |
| 2014–2015 | Memphis Grizzlies     | 20  | 1   | 7.0  | .575 | .000 | .800 | 2.0  | .2   | .3  | .2  | 2.7  |
| 2015–2016 | Memphis Grizzlies     | 78  | 15  | 18.5 | .465 | .333 | .752 | 4.8  | .9   | .6  | .4  | 7.4  |
| 2016–2017 | Memphis Grizzlies     | 77  | 75  | 27.3 | .500 | .382 | .802 | 7.1  | 1.1  | .6  | .4  | 8.9  |
| 2017–2018 | Memphis Grizzlies     | 55  | 54  | 28.0 | .457 | .339 | .721 | 8.4  | 1.4  | .6  | .5  | 10.3 |
| 2018–2019 | Memphis Grizzlies     | 41  | 4   | 22.0 | .484 | .396 | .788 | 6.1  | .9   | .8  | .6  | 9.8  |
| 2018–2019 | Los Angeles Clippers  | 24  | 2   | 19.6 | .482 | .413 | .810 | 6.5  | .6   | .5  | .3  | 8.7  |
| 2019–2020 | Los Angeles Clippers  | 63  | 1   | 20.7 | .429 | .387 | .750 | 6.2  | .8   | .5  | .4  | 6.8  |
| 2020–2021 | Denver Nuggets        | 58  | 5   | 19.3 | .463 | .399 | .807 | 4.8  | .9   | .4  | .4  | 8.1  |
| 2021–2022 | Denver Nuggets        | 67  | 8   | 16.2 | .486 | .266 | .871 | 4.2  | .9   | .6  | .4  | 6.4  |
| 2022–2023 | Golden State Warriors | 57  | 1   | 14.0 | .540 | .378 | .776 | 3.6  | .9   | .4  | .4  | 6.4  |
| Karrier   | Karrier               | 544 | 166 | 20.1 | .477 | .368 | .784 | 5.5  | .9   | .5  | .4  | 7.7  |

#### Rájátszás
| Év      | Csapat                | JM | KM | JP/M | MG%  | 3P%  | BD%   | LP/M | GP/M | L/M | B/M | P/M  |
| ------- | --------------------- | -- | -- | ---- | ---- | ---- | ----- | ---- | ---- | --- | --- | ---- |
| 2015    | Memphis Grizzlies     | 5  | 0  | 1.6  | .000 | .000 | 1.000 | .6   | .0   | .2  | .2  | .4   |
| 2016    | Memphis Grizzlies     | 4  | 0  | 18.0 | .545 | .000 | .500  | 3.8  | .8   | .8  | 1.3 | 6.8  |
| 2017    | Memphis Grizzlies     | 4  | 2  | 19.7 | .472 | .438 | 1.000 | 3.3  | .3   | .0  | .0  | 7.3  |
| 2019    | Los Angeles Clippers  | 6  | 3  | 23.5 | .535 | .522 | .800  | 5.3  | .8   | .7  | .0  | 11.0 |
| 2020    | Los Angeles Clippers  | 13 | 0  | 17.1 | .564 | .435 | .778  | 3.8  | .5   | .2  | .2  | 6.1  |
| 2021    | Denver Nuggets        | 10 | 0  | 19.0 | .444 | .300 | .889  | 5.2  | 1.1  | .2  | .2  | 5.4  |
| 2022    | Denver Nuggets        | 5  | 0  | 13.7 | .375 | .200 | 1.000 | 2.4  | .4   | .0  | .2  | 4.0  |
| 2023    | Golden State Warriors | 7  | 2  | 7.0  | .391 | .278 | –     | .7   | .4   | .0  | .1  | 3.3  |
| Karrier | Karrier               | 56 | 7  | 15.5 | .488 | .383 | .826  | 3.4  | .6   | .2  | .2  | 5.6  |